# Sayyed Razi Mousavi
Sayyed Razi Mousavi ( en persa: سید رضی موسوی ) fue un general iraní que sirvió en la Fuerza Quds de la Guardia Revolucionaria Islámica. Murió en un ataque aéreo israelí en Sayyidah Zaynab, Rif-Dimashq, Siria durante la guerra en Gaza de 2023. En el momento de su muerte, Mousavi era descrito como el comandante militar más influyente de Irán en Siria.

## Carrera militar
Mousavi sirvió en Siria bajo el mando de la Fuerza Quds paramilitar iraní desde la década de 1980, facilitando la transferencia de armas y fondos al grupo paramilitar libanés Hezbolá. 
En 1990, asumió el papel de jefe de la división logística iraní en Siria, conocida como Unidad 2250. A lo largo de la guerra civil siria , Mousavi enfrentó múltiples intentos de asesinato orquestados por Israel. 
Murió el 25 de diciembre de 2023 en un ataque aéreo israelí dirigido a su residencia en Sayyidah Zaynab, 10 km (6 millas) al sur de Damasco, en medio de la guerra entre Israel y Gaza. Su muerte marca el asesinato de más alto rango de un alto oficial militar iraní desde el asesinato de Qasem Soleimani.